# Dante Armanetti
Dante Armanetti (Pontremoli, 26 marzo 1887 – Torino, 3 febbraio 1958) è stato un anarchico e antifascista italiano.

## Biografia

### I primi anni
Nato a Pontremoli (MS) il 26 marzo 1887 da Angelo Armanetti, operaio e piazzista, ed Elisabetta Sordi, frequenta la scuola fino alla quinta elementare. Trasferitosi in giovane età a Torino, viene assunto prima come operaio alla FIAT Ferriere e poi come rappresentante della Singer, e in quel contesto inizia la militanza nel movimento anarchico.

### La militanza contro la guerra
Allo scoppio della Grande Guerra diffonde propaganda libertaria e antimilitarista, impegnandosi attivamente nella raccolta di fondi per la stampa anarchica. Nell’agosto del 1917 partecipa ai moti popolari contro la Grande Guerra, nel primo dopoguerra alle principali agitazioni operaie e all’occupazione delle fabbriche del settembre del 1920. Arrestato nel 1923, dopo la strage di dicembre ad opera delle squadre fasciste di Piero Brandimarte, nel 1926 è diffidato dal compiere attività politica antifascista.

### Il periodo fascista
All’inizio degli anni trenta collabora assieme all’anarchico Michele Guasco al giornale clandestino di Giustizia e Libertà «Voci d’officina». Membro del gruppo torinese “Barriera di Milano”, composto principalmente da anarchici toscani, nel 1931 è arrestato, insieme ai compagni Arduilio D’Angina, Muzio Tosi e Settimo Guerrieri, e condannato a due anni di confino per attività anarchica e diffusione di giornali antifascisti a Lipari e a Ventotene). Liberato nel 1933 riesce ad espatriare clandestinamente nel 1936. Per questo motivo viene arrestata la sorella Maria Felicita (Alice, Ajaccio, Francia, 15 ottobre 1896, sarta, residente a Torino) e deferita al Tribunale speciale con l’imputazione di “aver concorso all’espatrio clandestino per motivi politici” del fratello. Il Tribunale ritiene che “trattandosi di agevolamento personale non [era] punibile in considerazione dei vincoli di parentela”.

### La Guerra Civile Spagnola
Nel frattempo Armanetti giunge in Spagna per combattere nella Sezione Italiana della Colonna “Ascaso” CNT-FAIb a Almudévar e a Carrascal. Le autorità fasciste lo sospettano di essere un organizzatore di un attentato a Mussolini e lo iscrivono nell’elenco degli attentatori. Nel maggio 1937, trovandosi a Barcellona incaricato dal Comitato del fronte al “servizio posta e pacchi”, partecipa agli scontri tra anarchici e comunisti e, arrestato dagli stalinisti, sconta un anno di carcere.

### L'esilio in Francia
Nel 1939 fugge in Francia e viene internato. Liberato l’anno seguente si trasferisce a Bruxelles, ma nel 1941 è nuovamente arrestato dai nazisti “quale sospetto di attentati”. Deportato in Italia, è processato dal Tribunale speciale perché latitante all’epoca del processo (1936) per detenzione di materiale antifascista e attività a favore della “Spagna rossa” contro gli anarchici Michele Guasco, Luigi Dal Santo, Antonio Mairone e Mario De Pasquale – quest’ultimo una spia al soldo della Questura – e i giellisti Luigi Scala e Pier Leone Migliardi.
Nonostante Dante Armanetti stenda un atto di sottomissione al fascismo, viene ugualmente condannato a sette anni di prigionia.

### Il ritorno in Italia e la Resistenza
Liberato dopo l’8 settembre 1943, ritorna a Torino dove prende parte alla Resistenza nella SAP della FIAT Ferriere, la VII BRT “Edoardo De Angeli”, al comando dell’anarchico Ilio Baroni.

### Dopo la Liberazione
Partecipa come delegato della FCL Piemontese al Congresso Interregionale Comunista Libertario Alta Italia che si svolge a Milano dal 23 al 25 luglio 1945. Redattore del giornale anarchico clandestino torinese «Era nuova», nel dopoguerra ne diventa direttore fino alla cessazione delle pubblicazioni, avvenuta nel 1948.
Negli ultimi anni dirige, insieme a Italo Garinei, il periodico «Seme anarchico».
Muore a Torino il 3 febbraio 1958.